# 2021 LQ43
2021 LQ43 est un objet du disque des objets épars découvert en 2021, mais dont l'arc d'observation est encore faible, il est donc encore mal connu.

## Caractéristiques
Le diamètre de 2021 LQ43 est estimé à environ 250 kilomètres.